# チキン・アンド・ワッフル

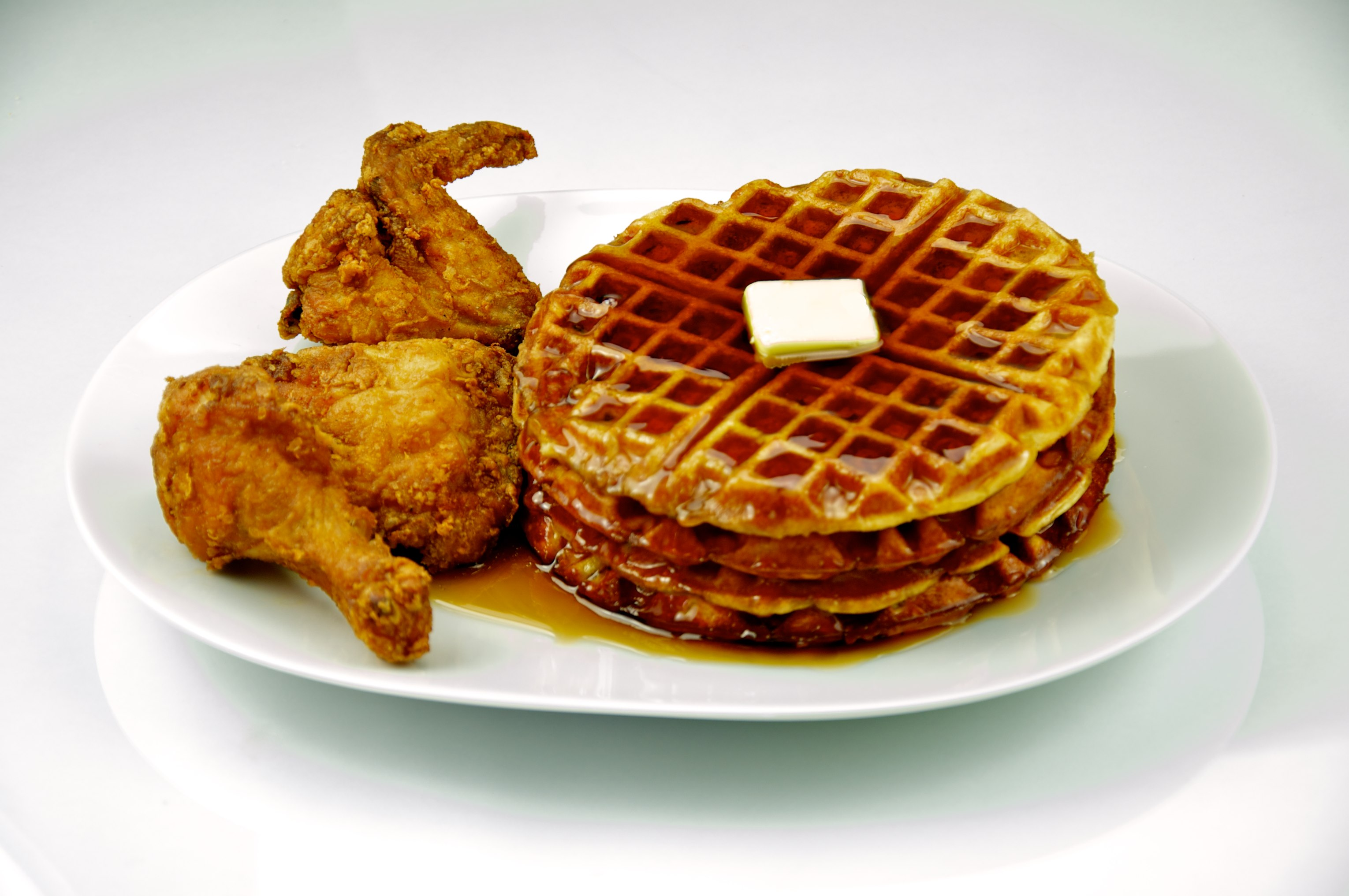
南部風のチキン・アンド・ワッフル

チキン・アンド・ワッフル

チキン・アンド・ワッフル（英: chicken and waffles）は、チキンとワッフルを組み合わせたアメリカ料理である。
アメリカ南部の（本来の意味の）ソウルフードや、ペンシルベニア・ダッチの料理に由来するものである。アメリカにはチキン・アンド・ワッフル専門の料理店がある。

## 形態

### アメリカ南部バージョン
アメリカ南部におけるチキン・アンド・ワッフルはフライドチキンを使用する。ワッフルは、朝食と同じようにバターやシロップなどの調味料を添えて提供される。アメリカ南部における（本来の意味の）ソウルフードである。このバージョンの料理は、メリーランド州ボルチモアでは地元の名物になるほど人気がある。
多量のシロップをかけて食べることが多い。また、シロップは、主にメープルシロップをかける。バターをのせることも多い。

### ペンシルベニア・ダッチバージョン
伝統的なペンシルバニア・ダッチのバージョンは、プレーンなワッフルの上に煮込んだ鶏肉をのせ、グレービーソースを掛けたものである。アメリカ北東部でよく見られる。

### チキン・アンド・パンケーキ
チキン・アンド・パンケーキは、チキン・アンド・ワッフルのワッフルの代わりにパンケーキを使ったメニューである。

## 歴史
この料理の正確な起源は不明だが、いくつかの説がある。ワッフルは1600年代にヨーロッパの入植者によってアメリカに持ち込まれた。トーマス・ジェファーソンがアムステルダムでワッフルメーカーを4つ購入したことで、ワッフルの人気は1789年以降に顕著な盛り上がりを見せた。
1800年代初頭、フィラデルフィア郊外のホテルやリゾートでは、ワッフルにはナマズのフライが添えられていた。そのような施設ではフライドチキンなどの他の料理も提供されていたが、ナマズの入手可能な季節は限られていたため、徐々に肉が選ばれるようになっていった。ワッフルに鶏肉とグレービーソースを添えた料理は、1860年代までにはペンシルベニア・ダッチの間で一般的な日曜日の料理として知られるようになっていた。1901年の回顧録には、「春の鶏とワッフルの晩餐」でよく知られるペンシルバニア州イーストリバティのタバーン（居酒屋）のことが書かれている。19世紀末までには、この料理はペンシルバニア・ダッチ・カントリーのシンボルとなり、観光との関連性もあって広まっていった。
1840年代までには、マサチューセッツ州スプリングフィールドにある「ワリナーズ・タバーン」では、ジェレミー・ワリナーと妻のフィービーという有名な奴隷廃止論者2人が経営しており、ブロイルド・チキンとワッフルが有名な名物料理として知られていた。ワリナーズ・タバーンの料理人は、解放されたか逃げ出した元奴隷のアフリカ系アメリカ人の女性で、プランテーションハウスの台所で料理を学んでいた。南北戦争前には、南部の多くのプランテーションハウスでは、チキンとワッフルが朝食の主食となっており、訓練されたアフリカ系アメリカ人のコックたちによって調理されていた。
1909年のグリスウォルド社のワッフルメーカーの広告では、「グリスウォルドのアメリカンワッフルメーカーを持っていれば、いつでも自宅でチキン・アンド・ワッフルの晩餐会に参加できる」と謳われていた。
ソウルフードの料理の起源についての伝統的な話では、南部のアフリカ系アメリカ人はチキンを食べる機会が少なく、また、ワッフルよりもフラップジャックやパンケーキの方が馴染みが深かったため、この料理は珍しいものと考えていたようである。何十年にもわたって、チキンはアフリカ系アメリカ人の家庭では特別な日の食事であり続けた。しかし、他の歴史家は、この料理が南部に存在したという初期の証拠が乏しいことを挙げ、南北戦争後のリコンストラクション期に南部のアフリカ系アメリカ人が北部に移住した後に生まれた料理であるとしている。チキンとワッフルの組み合わせは、1871年に出版されたMrs. Porter's Southern Cookery Book（ポーター夫人の南部料理の本）や、1881年に出版された元奴隷のアビー・フィッシャーによるWhat Mrs. Fisher Knows About Old Southern Cooking（昔の南部料理についてフィッシャー夫人が知っていること）などの初期の南部料理の本には登場しない。フィッシャーの料理本は、一般的にアフリカ系アメリカ人が書いた最初の料理本と考えられている。この時代の南部料理の本にはチキンとワッフルの組み合わせのレシピがないことから、この料理の起源はより後のものであることが示唆されている。
大衆文化においては、1917年までに、この料理はアメリカ南部と結び付けられて考えられるようになっていた。エドナ・ファーバーのFanny Herselfでは、シカゴのレストランで「南部のチキンディナーにワッフルと本物のメープルシロップを添えて35セントずつ」と偽って宣伝していたと言及されている。
フライドチキンとワッフルは1931年までにロサンゼルスに伝わり、レストラン「ザ・メリーランド」で「南部の名物料理」として売り出されるようになった。ジェームズ・M・ケインの1941年の小説「ミルドレッド・ピアース」では、グレンデールのレストランで「チキン・アンド・ワッフルのディナー」を提供して成功を収める女性が描かれている。
ニューヨークのハーレムのアフリカ系アメリカ人コミュニティでは、1930年代には早くもティリーズ・チキン・シャック、ディッキー・ウェルズのジャズ・ナイトクラブ、特にウェルズ・サパー・クラブなどでこの料理が提供されていた。1935年、バニー・ベリガンは「チキン・アンド・ワッフルズ」というタイトルのジャズ・インストゥルメンタルを作曲した。